# جيمس جاي مونتاغيو
جيمس جاي مونتاغيو (بالإنجليزية: James J. Montague)‏ هو ناقد مسرحي وصحفي وشاعر أمريكي، ولد في 16 أبريل 1873 في ماسون سيتي في الولايات المتحدة، وتوفي في 16 ديسمبر 1941 في بيلمونت (ماساتشوستس) في الولايات المتحدة.